# Great Coates
Great Coates – wieś w Anglii, w hrabstwie ceremonialnym Lincolnshire, w dystrykcie (unitary authority) North East Lincolnshire. Leży 47 km na północny wschód od Lincoln i 229 km na północ od Londynu.